# Alexander Guarín
Alexander Guarín Silva (* 9. Februar 1987 in Inírida, Departamento de Guainía) ist ein kolumbianischer Politiker der Sozialpartei der Nationalen Einheit Partido de la U (Partido Social de Unidad Nacional), der unter anderem seit 2022 Mitglied des Repräsentantenhauses (Cámara de Representantes) ist.

## Leben
Alexander Guarín Silva war Technologe für nachhaltiges Management der pflanzlichen Biodiversität beim Nationalen Dienst für Lernen SENA (Servicio Nacional de Aprendizaje), eine öffentliche Bildungseinrichtung, die kostenlose Schulungen mit technischen, technologischen und ergänzenden Programmen anbietet und dem kolumbianischen Arbeitsministerium angegliedert ist. Des Weiteren war er Gouverneur des indigenen Rates des Reservats „El Paujil“ sowie im Departamento del Guainía Sekretär für Rechts- und Vertragsangelegenheiten, um Sonderzuweisungen des allgemeinen Beteiligungssystems für indigene Reservate AESGPRI (Asignación Especial del Sistema General de Participaciones para Resguardos Indígenas) für die Entwicklung von Plänen, Programmen und Projekten sowie Managementunterstützung für Projekte anzufordern, die sich auf die indigene Bevölkerung und die Ressourcen von Guainía konzentrierten.
Guarín wurde bei der Wahl am 13. März 2022 für die Sozialpartei der Nationalen Einheit Partido de la U (Partido Social de Unidad Nacional) im Wahlkreis Guainía mit 3.257 Stimmen zum Mitglied des Repräsentantenhauses (Cámara de Representantes) für die Legislaturperiode 2022 bis 2026 gewählt. Während seiner Parlamentszugehörigkeit war er in der Sitzungsperiode 2022/2023 Mitglied der Zweiten Verfassungskommission, die für Angelegenheiten wie Internationale Politik, Landesverteidigung und öffentliche Gewalt, öffentliche Verträge, diplomatische und konsularische Dienste, Außenhandel und wirtschaftliche Integration, Hafenpolitik, Parlamentarische, internationale und supranationale Beziehungen, diplomatische Angelegenheiten, die laut Verfassung nicht der Regierung vorbehalten sind, Grenzen, Staatsangehörigkeit, Ausländer, Migration, öffentliche Ehrungen und Denkmäler, Militärdienst, Freihandel und Freihandelszonen sowie internationale Vertragsabschlüsse zuständig ist, und ferner Mitglied der Ethik- und Statutskommission der Mitglieder des Kongresses (Comisión de Ética y Estatuto del Congresista). Daneben befasst er sich mit Themen wie Wasser und Artenvielfalt, Verteidigung des Lebens, Familie und Religionsfreiheit.